# 大正浪漫 (曲)
「大正浪漫」（たいしょうろまん）は、日本の音楽ユニットYOASOBIの楽曲。2021年9月15日に各種音楽配信サービスにてリリースされた。

## 概要
前作『ラブレター』から約1ヶ月ぶりに配信リリースされた楽曲で、NATSUMIによる小説「大正ロマンス」が原作となっており、小説の全文が1stアルバム『THE BOOK』に掲載されていた。2021年8月8日に、YouTubeにて開催していたオンラインライブ鑑賞イベント「夜遊反省会」内にて、リリースが発表された。
楽曲配信日翌日には、原作小説「大正ロマンス」に大幅な加筆修正を行った『大正浪漫 YOASOBI「大正浪漫」原作小説』が書籍として発売された。

## チャート成績
本楽曲は、2021年9月22日公開（集計期間：2021年9月13日～9月19日）のビルボード・ジャパンチャートにて28,042DLを売り上げ、ダウンロード首位を獲得。ほか4,045,151再生でストリーミング20位、1,084,171再生で動画再生8位と、計測期間わずか5日間で好成績を収め、総合2位に初登場した。
書籍『大正浪漫 YOASOBI「大正浪漫」原作小説』は、2021年9月22日発表のトーハン週刊ベストセラー・文芸書部門にて7位に登場した。

### 認定とセールス
|                                | 認定 (RIAJ) | 売上/再生回数      |
| ------------------------------ | ----------- | ------------------ |
| ダウンロード                   | 未公表      | 90,000 DL          |
| ストリーミング                 | プラチナ    | 100,000,000 回再生 |
| *認定のみに基づく売上/再生回数 |             |                    |

## テレビ披露
2021年12月2日にNHK総合で放送された『SONGS』のスタジオライブにて、「ラブレター」「ツバメ」と共に披露された。